# Seán Collins (Politiker)
Seán Collins (* 10. Juli 1918 in County Cork; † 11. April 1975) war ein irischer Politiker der Fine Gael. Von 1948 bis 1957 und von 1961 bis 1969 war er Teachta Dála (Abgeordneter) im Dáil Éireann, dem irischen Unterhaus.

## Biografie
Collins war Barrister (Prozessanwalt) und ein Neffe von Michael Collins. Er kandidierte bei den Wahlen 1948 erstmals im Wahlkreis Cork West. Dabei konnte er sogleich genügend Stimmen auf sich vereinigen, um in den Dáil einzuziehen. Bei den Wahlen 1951 und 1954 konnte er den Sitz verteidigen, verlor ihn jedoch bei den Wahlen 1957. Bei den Wahlen 1961 trat er dann im Wahlkreis Cork South West an und konnte seinen Sitz zurückgewinnen und bei den Wahlen 1965 verteidigen. Er verlor ihn bei den Wahlen 1969 und trat nicht mehr an.

## Quelle
- Eintrag auf der Homepage des Oireachtas